# Майское Утро (Идринский район)
Ма́йское У́тро — село в Идринском районе Красноярского края, административный центр Майского сельсовета.

## География
Село находится на расстоянии примерно 5 км (по прямой) на запад-северо-запад от районного центра села Идринское.

### Климат
Климат резко континентальный с холодной зимой и жарким летом, суровый, с большими годовыми и суточными амплитудами температуры. Максимальная высота снежного покрова 46 см. Среднемесячная температура января −21,1 ºС, июля +18,4 ºС. Продолжительность безморозного периода составляет 100 дней. Средняя дата последнего заморозка — 29 мая, первого заморозка — 7 сентября. Вегетационный период (с температурами выше +5ºС) длится 157 дней. Годовая сумма осадков составляет 387 мм, причем большая ее часть выпадает в теплый период года (81 % от годовой суммы).

## История
Село основано в 1923 году в качестве выселка села Малый Телек на правом берегу реки Сыда. В 1940 году выселок был перенесён на нынешнее месторасположение села. В советское время работали колхозы «Красное Знамя» (ликвидирован в 1992 году), «Стаханов» и «Победа».

## Население
| 2010 |
| ---- |
| 345  |

Постоянное население составляло 408 человека в 2002 году (89 % русские), 345 человек в 2010 году.